# 宝光院 (小林市)
宝光院（ほうこういん）は、かつて宮崎県小林市細野に存在した天台宗の寺院である。山号は「鷹導山」、後に「三峯山」。

## 概要
承和14年（847年）天台宗座主の円仁（後の慈覚大師）が、唐からの帰途に霧島山へ供養の為に参じたのであるが、その麓にある景行天皇の行宮跡とされる場所が霊地であるとして、その地に「鷹導山宝光院承和寺」として開基したのが宝光院である。本尊は薬師如来と夾侍釈迦弥陀である。
当初は比叡山延暦寺の末寺で、また仁明天皇の御願所であったともされるが、村上天皇の時代に天台宗の性空上人が、霧島六社権現の一つ「雛守権現」を真方村（現・小林市真方）から勧請する際に宝光院にて修行した上で、この寺を雛守権現の別当寺とし「三峯山宝光院承和寺」と号した。これにより、宝光院は絶大な影響力を有すようになり、66に及ぶ支院を有するほどとなった。
また、源平合戦（治承・寿永の乱）の頃には住職である吉富氏が、この寺の背後にある「宝光院後山」に城を築いている。それが後に、真幸院司である日下部氏、その後任の北原氏の居城となる三ツ山城である。
その後、宝光院は次第に影響力を衰えさせるが、宝徳年間頃に顕慶という僧により盛り返されている。
永禄2年（1559年）北原氏の家督問題に伊東氏が介入、三ツ山（小林市の旧名）が200年に及ぶ北原氏の支配から伊東氏の支配に事実上移ると、以降は宝光院も伊東氏の庇護下に入った。その際、僧侶らには佐土原城下と都於郡城下に住居が与えられている。それから間もなくして三ツ山城が落城すると、僧侶らは伊東氏と共に都於郡城下へ移った。三ツ山が島津氏の治世となると、島津義弘により新たな住職が任じられ、以後は島津氏の祈願所として度々寄進を受けるようになった。
その後、雛守権現が霧島岑神社に合祀され、宝光院は別当寺ではなくなるが、以後も島津氏の尊崇を受け続ける。しかし、明治3年（1870年）に廃仏毀釈により廃寺となった。その跡地の辺りには、真宗佛光寺派の専寿寺が創建され今に至っている。